# Valico di San Fermo
Il valico di San Fermo o valico di San Clemente (a Crôxe de San Fermo in ligure) è un valico dell'Appennino ligure posto a 1.160 m presso il monte di San Fermo (1.177 m) lungo la strada che collega la val Vobbia con la val Borbera, entrambe tributarie del torrente Scrivia. 
Erroneamente il cartello stesso di valico riporta un'altezza di 1129, che invece è l'altitudine del bivio per San Clemente, bivio che si trova un paio tornanti più a valle, in Liguria

## Descrizione
Il passo mette in comunicazione Vobbia, comune della città metropolitana di Genova, con Cabella Ligure, in provincia di Alessandria. La strada che lo attraversa è denominata Strada Provinciale SP81 di Vallenzona nella tratta genovese mentre nella tratta alessandrina è solo una strada comunale.
Il valico ora ha perso la sua importanza ma in passato era molto frequentato perché la strada che lo percorreva collegava tra loro due delle principali vie del sale dirette da Genova alla pianura padana (la via del sale lombarda, da Genova a Pavia e la via dei feudi imperiali che dal porto di Genova raggiungeva Tortona attraverso Crocefieschi, Mongiardino e la val Borbera).
La provinciale SP 81, provenendo dal versante ligure, si distacca nei pressi dell'abitato di Vobbia dalla provinciale SP 8 di Vobbia (che collega Isola del Cantone con Mongiardino Ligure), e raggiunge il valico toccando le frazioni Vigogna, Poggio, Vallenzona e Piani di Vallenzona. Scendendo verso la val Borbera la strada, divenuta comunale, attraversa Dova Superiore, Dova Inferiore e Dovanelli, frazioni di Cabella Ligure, e si collega con la provinciale SP 140 della val Borbera nel fondovalle nei pressi del capoluogo comunale.

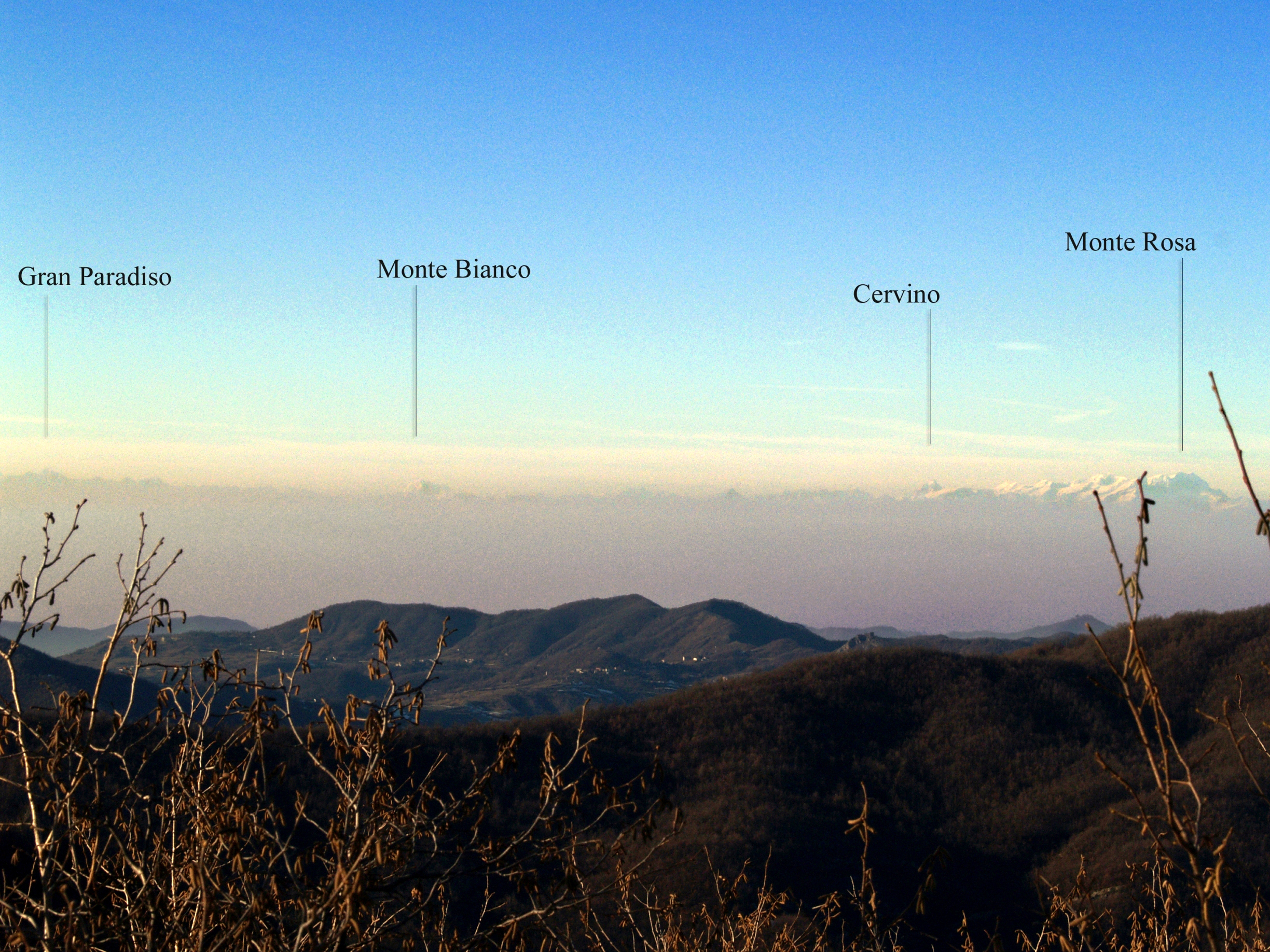
Vista della Alpi Occidentali dal valico di San Fermo.

Il valico di San Fermo è uno dei punti di accesso al monte Antola, una delle mete escursionistiche più frequentate nell'entroterra genovese. Dal passo si risale in pochi minuti alla soprastante cappella e da qui procedendo lungo la dorsale boscosa che separa la valle di Berga (tributaria della val Borbera) e la val Vobbia, attraverso il monte Sopra la Costa, il passo Sesenelle (1254 m) e il monte Buio (1400 m) si raggiunge in circa quattro ore di cammino la vetta del monte Antola (1597 m).
Nei paesi intorno a San Fermo (peraltro ormai frequentati solo durante la stagione estiva), come in tutta la val Vobbia e la val Borbera si parla la lingua ligure, nella variante dell'entroterra genovese, con i tipici tratti che la caratterizzano (ad esempio il troncamento di alcune parole, come cà per casa). Nella zona sono invece totalmente assenti idiomi piemontesi.
La zona del passo di San Fermo è stata durante la seconda guerra mondiale teatro di scontri tra i nazi-fascisti e le formazioni partigiane. Nella primavera del 1944 le truppe tedesche, con l'obiettivo di annientare le formazioni presenti sui monti dell'Appenino ligure-piemontese, attuarono una massiccia azione di rastrellamento, culminata il 7 aprile con la strage della Benedicta, nei pressi delle Capanne di Marcarolo. Ma gli effetti della cosiddetta "Pasqua di sangue" si fecero sentire anche in valle Scrivia e val Borbera, con arresti e fucilazioni sommarie: il passo di San Fermo, crocevia di strade e mulattiere provenienti da varie direzioni, e quindi importante per i collegamenti tra Genova e la val Borbera, dopo l'8 settembre 1943 venne presidiato dai partigiani della divisione Garibaldi e per questo fu oggetto di cannoneggiamenti da parte dei tedeschi di stanza a Crocefieschi. Più volte tra l'agosto del 1944 e il febbraio del 1945 i soldati della Wehrmacht fecero delle incursioni a San Clemente, dove il 27 novembre 1944 in uno scontro a fuoco cadde il giovane partigiano Ezio Lucarno "Cialacche", medaglia d’oro al V.M., qui ricordato da un cippo commemorativo. In altre occasioni incendiarono il piccolo borgo, uccidendo altri partigiani, depredando le case e razziando gli animali.

## La cappella di San Fermo

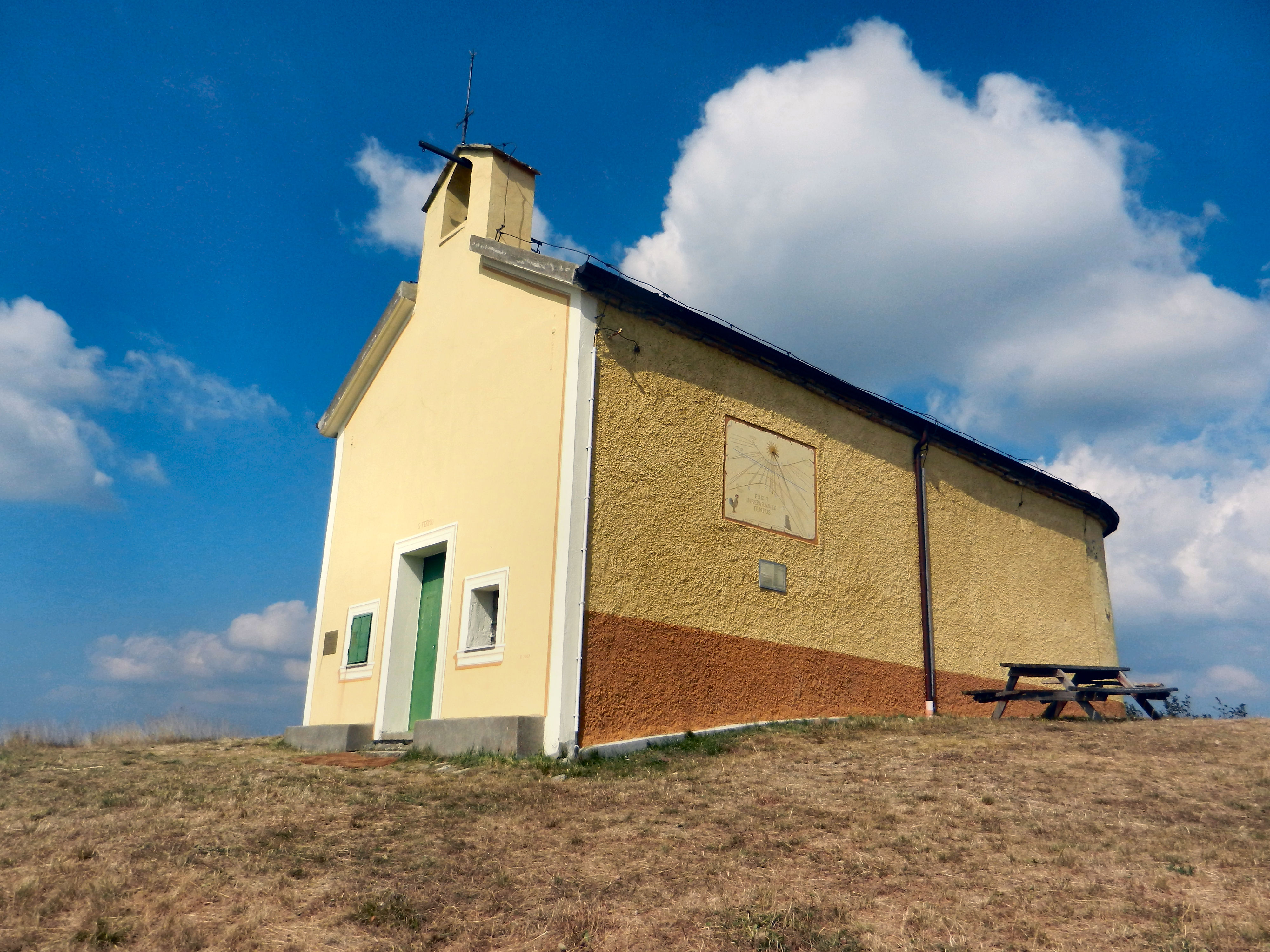
La cappella di San Fermo

Sul rilievo soprastante il valico, a 1177 m, in posizione panoramica al confine tra Liguria e Piemonte, sorge la cappella dedicata a San Fermo, che conserva due bassorilievi con stemma degli Spinola provenienti secondo la tradizione dalla scomparsa abbazia di San Clemente che sorgeva nei pressi. La chiesetta, citata per la prima volta in un documento del 1206, è stata ricostruita nel XVII secolo. A poca distanza dalla chiesetta, sul presunto sito dell'antica abbazia si trova l'abitato di San Clemente, sito nel comune di Carrega Ligure, dove un tempo vi era un'osteria che offriva ristoro ai viandanti ed è ora un’abitazione privata.
Dal pianoro antistante la cappella la vista spazia sulla val Borbera, la valle Scrivia e la val Vobbia, nei giorni tersi la vista raggiunge la riviera ligure e le Alpi Occidentali. La festa patronale di san Fermo si tiene il 9 agosto di ogni anno.